# شون برادلي
شون برادلي (بالألمانية: Shawn Bradley) مواليد 22 مارس 1972 في لنداشتول، هو لاعب كرة سلة أمريكي من أصل ألماني سابق بدأ مسيرته الاحترافية في سنة 1993 وحمل الرقم 76 و45 و44. يبلغ طوله 7 قدم 6 بوصة (2.3 م). اعتزل اللعب في 2005.

## فرق لعب لها
- فيلادلفيا سفنتي سيكسرز
- بروكلين نتس
- دالاس مافيريكس

## روابط خارجية
- شون برادلي على موقع IMDb (الإنجليزية)
- شون برادلي على موقع قاعدة بيانات الفيلم (الإنجليزية)
- شون برادلي على موقع الاتحاد الدولي لكرة السلة (الإنجليزية)
- شون برادلي على موقع إن بي أي (الإنجليزية)
- شون برادلي على موقع سبورتس رفرنس (الإنجليزية)
- شون برادلي على موقع كرة السلة الأوروبية.كوم (الإنجليزية)
- شون برادلي على موقع كلية كرة السلة في سبورتس رفرنس.كوم (الإنجليزية)
- شون برادلي على موقع ريلجم (الإنجليزية)
- شون برادلي على موقع بروبوليرز (الإنجليزية)